# Paurostauria delicata
Paurostauria delicata är en insektsart som beskrevs av Kirby 1900. Paurostauria delicata ingår i släktet Paurostauria och familjen Ricaniidae. Inga underarter finns listade i Catalogue of Life.